# Montegranaro
Montegranaro (im örtlichen Dialekt Montegrana bzw. Mongrana) ist eine italienische Gemeinde (comune) mit 12.441 Einwohnern (Stand 31. Dezember 2023) in der Provinz Fermo in den Marken. Die Gemeinde liegt etwa 45 Kilometer südlich von Ancona und etwa 13 Kilometer nordwestlich von Fermo. Macerata liegt etwa 12 Kilometer nordwestlich von Montegranaro. An die gleichnamige Provinz grenzt die Gemeinde.

## Geschichte
Montegranaro wurde auf den Resten der antiken römischen Stadt Veregra (oder Beregra) errichtet. In einer Schenkungsurkunde der Abtei Farfa wird Montegranaro erstmals erwähnt. Der Name stammt vom lateinischen Mons Granarius (Kornhügel) und meint damit die fruchtbare Landschaft.

## Sport
Mit den Sutor Basket Montegranaro gibt es ein professionelles Basketballteam, das 2006/2007 auch in der höchsten Basketballliga Italiens, der Lega Basket Serie A, spielte.

## Wirtschaft und Verkehr
Montegranaro ist ein wichtiger Standort der italienischen Schuhindustrie. Nördlich von Montegranaro verläuft die Strada Statale 77 entlang des Chienti. Ein Bahnhof existiert in Montegranaro nicht. Der Bahnhof Civitanova Marche-Montegranaro befindet sich in Civitanova Marche (etwa 10 Kilometer nordöstlich von Montegranaro). Bis 1955 existierte noch ein Anschluss an die Straßenbahn nach Civitanova Marche.

## Städtepartnerschaften
- Oppeano, Provinz Verona

## Söhne und Töchter der Gemeinde
- Francesco Saverio Cristiani (1729–1800), Sakristan des Apostolischen Palastes
- Domenico Svampa (1851–1907), Erzbischof von Bologna
- Giovanni Conti (1882–1957), Jurist, Publizist und Politiker
- Serafino Mazzarocchi (1890–1961), Turner
- Stanislao Di Chiara (1891–1973), Turner
- Guido Marilungo (* 1989), Fußballspieler (Stürmer)